# Lawrencium
Lawrencium is een scheikundig element met symbool Lr en atoomnummer 103. Het is een vermoedelijk zilverwit of grijs actinoïde.

## Ontdekking

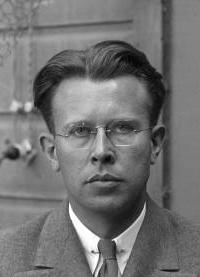
Ernest Lawrence

In 1961 werd lawrencium ontdekt door Albert Ghiorso, Torbjorn Sikkeland, Almon Larsh en Robert M. Latimer aan de Universiteit van Californië - Berkeley. Zij produceerden het element door 3 milligram californium te bombarderen met boorionen in de Heavy Ion Linear Accelerator (HILAC). Het hieruit ontstane element met een atoomnummer 103 en een massa van 257 verviel met een halveringstijd van 4,2 seconden onder uitstraling van alfadeeltjes weer uiteen.
Tot 1963 werd voor lawrencium het symbool Lw gebruikt, later werd dat veranderd in Lr. In augustus 1997 is de naam lawrencium officieel geratificeerd door de IUPAC tijdens een conferentie in Genève.
Lawrencium is genoemd naar Ernest Lawrence, de uitvinder van het cyclotron.

## Toepassingen
Van lawrencium zijn geen toepassingen bekend.

## Opmerkelijke eigenschappen
Er is vrijwel niets bekend over de chemische en fysische eigenschappen van dit element. Onderzoek verricht op enkele lawrenciumatomen heeft aangetoond dat het veel overeenkomst vertoont met andere actinoïden. Opmerkelijk is dat lawrencium in het d-blok valt en dus ook zou passen in de reeks van de overgangsmetalen.
De meest voorkomende oxidatietoestand is +3.

## Verschijning
Op aarde komt lawrencium van nature niet voor.

## Isotopen
| Stabielste isotopen | Stabielste isotopen | Stabielste isotopen | Stabielste isotopen | Stabielste isotopen | Stabielste isotopen |
| Iso                 | RA (%)              | Halveringstijd      | VV                  | VE (MeV)            | VP                  |
| ------------------- | ------------------- | ------------------- | ------------------- | ------------------- | ------------------- |
| 262Lr               | syn                 | 3,6 u               | EV                  | 2,100               | 262No               |

Tot op heden is er een achttal radio-isotopen van lawrencium bekend. 262Lr is daarvan met een halveringstijd van 3,6 uur het stabielst. De overige isotopen hebben halveringstijden in orden van minuten en seconden.

## Toxicologie en veiligheid
Over de toxicologie van lawrencium is niets bekend.